# Antiga Escola Kaichi
A Antiga Escola Kaichi é uma Importante Propriedade Cultural japonesa, localizada na cidade de Matsumoto, prefeitura de Nagano. Foi a primeira escola básica japonesa.

## História

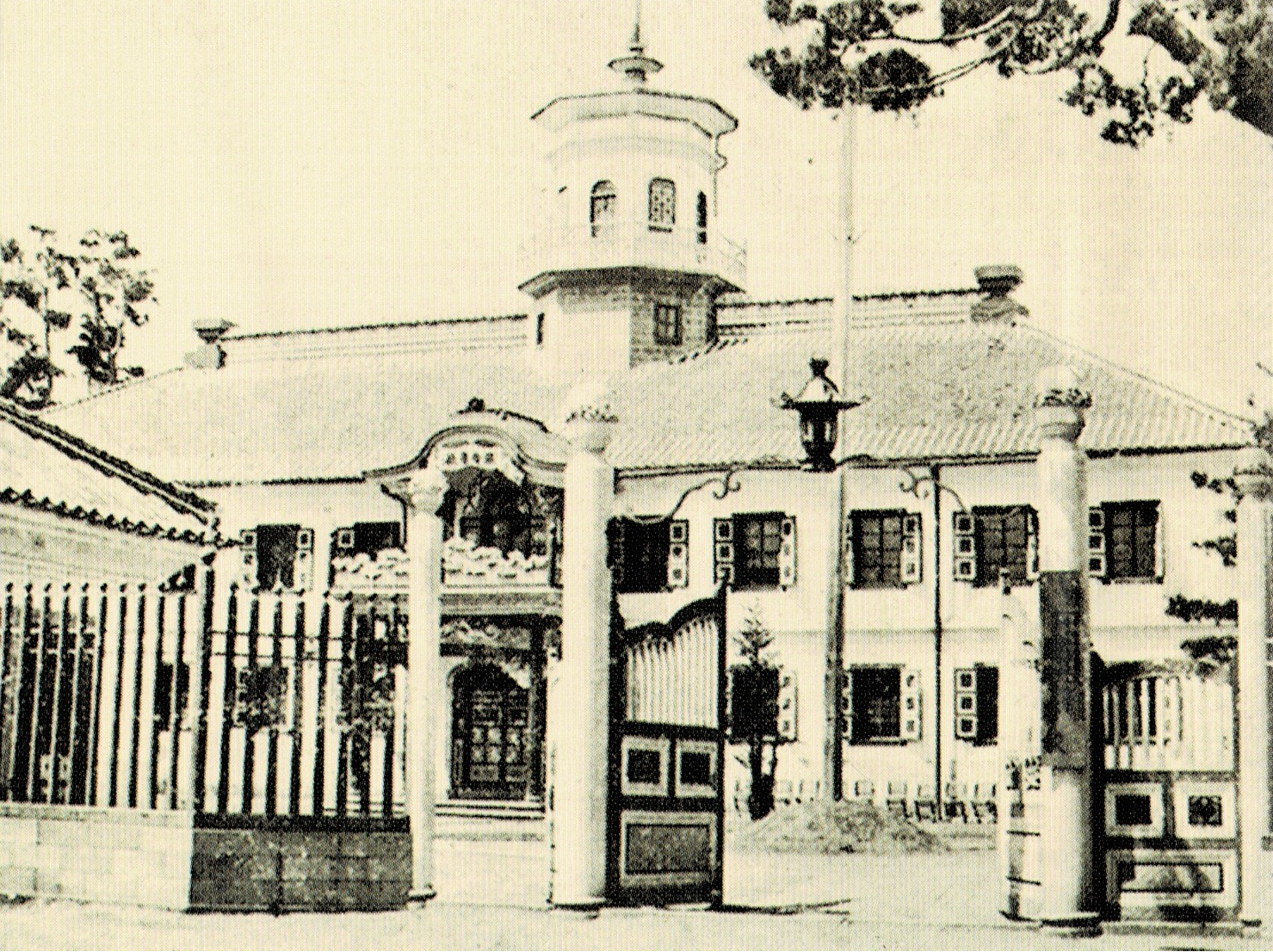
A Escola Kaichi em 1900.

A Escola Kaichi foi construída por Seijyu Tateishi, presidente então da associação de carpinteiros de Matsumoto. Quando o custo da construção chegou a quase 11.000 iénes, os seus construtores cobriram cerca de 70% do custo restante com doações dos residentes locais. A escola foi utilizada não apenas como escola primária mas também como escola básica, escola feminina e colégio tecnológico para professores e instalações para educação social.
A antiga escola Kaichi foi fundada em Maio de 1873. A sua construção foi finalizada em Abril de 1876, tendo sido utilizada como escola funcional durante 90 anos até Março de 1963. O estilo arquitetónico da escola denota uma mistura dos estilos japonês e ocidental, mantendo-se até hoje como símbolo designado da civilização da Era Meiji. A 23 de Março de 1961 foi designada como importante activo cultural da arquitetura escolar moderna devido às suas preciosas remanescências. De Janeiro de 1963 a Agosto de 1964 o edifício original da escola foi movido da sua localização original perto do rio Metoba para a sua localização atual e reparado para preservação. Esta escola foi restaurada de forma a assemelhar-se à sua forma original o mais possível. Em Abril de 1965 a Antiga Escola Kaichi foi aberta como museu da educação.